# Egzorcist: Početak
Egzorcist: Početak (eng. Exorcist: The Beginning) je američki horor iz 2004. godine, kojeg je režirao Renny Harlin. Radnja ovoga filma prethodi radnji iz filma Egzorcist, iz 1973. godine. Glavne uloge u filmu tumače: Stellan Skarsgård, Izabella Scorupco, James D'Arcy, Ben Cross, Ralph Brown i Alan Ford.

## Radnja
Radnja filma se vrti oko krize vjere, kroz koju prolazi otac Merrin (Skarsgard) a koju su uzrokovali užasavajući događaji kojima je on svjedočio tijekom Drugog svjetskog rata. Merrinu, koji u Kairu djeluje kao arheolog, prilazi kolekcionar antikviteta, koji ga moli da dođe na lokaciju britanskih iskopina u Turkana regiji, u Keniji. Naime, upravo na tom području, iskopava se bizantska kršćanska crkva iz 5. stoljeća - doba koje je po kronologiji mnogo prije, no što je ono u kojem je kršćanstvo stiglo na ta područja. No, stvari još čudnijima čini to što se crkva nalazi u izvrsnom stanju, kao da je bila zakopana odmah nakon svog završetka. Nakon što stigne na mjesto iskapanja, Merrin je zamoljen da sudjeluje u samom iskapanju crkve, što on i prihvaća. Upravo tijekom svoga sudjelovanja u iskapanju, Merrin, prije Britanaca, pronalazi drevne relikvije skrivene u zidovima crkve. Nedugo potom, Merrin otkriva kako stvari nisu u najboljem redu, tj. otkriva kako se u crkvi nalazi nekakvo zlo koje, figurativno govoreći, truje cijelu regije. Ubrzo, lokalni stanovnici unajmljeni da rade na iskapanju, odbijaju ulaziti u crkvu. Također, potrebno je napomenuti kako su prethodni spomenuti događaji popraćeni pričama o epidemiji koja je usmrtila cijelo jedno selo. Ipak, kada Merrin, koji sve više počinje sumnjati u te priče, iskopa jedan od grobova navodnih žrtava te epidemije, on pronalazi prazan mrtvački sanduk. U međuvremenu, zlo, koje postaje sve jače, okreće ljude jedne protiv drugih, što u konačnici rezultira nasiljem, zvjerstvima i dodatnim prolijevanjem krvi.
Nešto kasnije, otkriva se kako se ispod crkve nalaze ruševine još starijeg hrama - hrama koji nije kršćanski. Naime, nakon što otkriju taj hram, Merrin i njegovi saveznici ondje pronalaze demonske ikone, kao i druge znakove zla i sotonizma. Baš ondje, Merrin se po prvi puta susreće s demonom koji se naziva Pazuzu a s kojim će se ponovno susresti u filmu Egzorcist. Upravo prethodno spomenutu Pazuzu, zaposjeda nekolicinu ljudi, među kojima su dijete koje napada svog rođenog brata kao i svećenikova simpatija, prelijepa lokalna liječnica, doktorica Sarah (Izabella Scorupco).
Na samom kraju filma, demon je istjeran iz doktorice Sarah, koja nedugo potom umire. Nakon doktoricine smrti, Merrin i mali dječak (koji je napao svoga brata i koji je u jednom trenutku također bio opsjednut) se izvlače iz crkve (koja je ponovno zakopana u pijesku) i na taj način povijest se ponavlja. Naime, prije 50 godin’, također na toj lokaciji, svi osim jednog svećenika bili su ubijeni od strane nekakvog zla, ovaj puta sreću da prežive imali su svećenik i mladi dječak.

## Glavne uloge
- Stellan Skarsgård kao otac Merrin
- Izabella Scorupco kao dr.Sarah
- James D'Arcy kao otac Francis
- Remy Sweeney kao Joseph
- Ralph Brown kao Sergeant Major

## Produkcija
Snimanje samog filma je obilovalo dramatičnim trenucima. Naime, u početku je redateljska palica bila dodijeljena Johnu Frankenheimeru, no on je napustio svoju redateljsku poziciju, nakon čega je nedugo potom i umro (točnije oko mjesec dana poslije). Potom, Frankenheimera je naslijedio Paul Schrader, no producenti su bili u potpunosti nezadovoljni završenim filmom koji im je on prezentirao, čini se zato što je napravio film bez ijedne scene krvavog nasilja, koje su oni htjeli vidjeti u filmu. Upravo zbog prethodno spomenutog, producenti su odlučili dati otkaz Schraderu i zamijeniti ga Rennyem Harlinom. Harlin se vratio na sam početak priče i otamo počeo ponovno snimanje filma. Naime, Harlin je veći dio filma ponovno snimio, pri čemu je dodavao nove likove i brisao stare. Lik oca Francisa je u Schraderovoj verziji glumio Gabriel Mann, no u Harlinovoj verziji taj lik je tumačen od strane Jamesa D'Arcya, jer se termin ponovnog snimanja preklapao s Mannovim drugim, prethodno dogovorenim, angažmanom. Za kraj potrebno je još spomenuti i kako je Schraderova verzija filma bila puštena u javnost 2005. godine pod nazivom Dominion: Prethodnik Egzorciste.

## Zarada
Bruto domaća zarada (SAD): 41,821,986 dolara
Zarada u ostatku svijeta: 36,178,600 dolara
Ukupna bruto zarada: 78,000,586 dolara

## Nominacije
Film je ukupno doživio tri nominacije od kojih niti jedna nije rezultirala nagradom.

Nominacije:
Zlatna malina, najgori redatelj (Renny Harlin i/ili Paul Schrader); Teen Choice Award, odabrani film - strašna scena (Stellan Skarsgård , scena kada demon u pećini zgrabi oca Merrina)

## Druge zanimljivosti
- John Frankenheimer (redatelj originalnog Mandžurijskog kandidata) je svojom voljom odstupio s mjesta redatelja filma, mjesec dana prije svoje smrti.
- Nakon što je John Frankenheimer napustio ovaj projekt (tj. ovaj film), kružile su priče da će producentska kuća Morgan Creek angažirati Davida Rocksavagea kao njegovu zamjenu. No, te glasine su se pokazale netočnima nakon što je Paul Schrader angažiran
- Iako je ovaj film zamišljen kao prethodnik originalnog filma, glumac Stellan Skarsgård je, u vrijeme snimanja filma, bio zapravo nekoliko godina stariji no što je to bio Max von Sydow kada je glumio u originalnom Egzorcistu. Također, zanimljivo je primijetiti kako su oba glumca švedskog podrijetla.
- Linda Blair nije bila sretna kada se čula i vidjela u reklamama za film zato što je to učinjeno bez njenog dopuštenja.

## Vanjske poveznice
- Službene stranice
- Egzorcist: Početak u internetskoj bazi filmova IMDb-a
- Boxoffice information
- Stranice obožavatelja filmova Egzorcist
- Intervju s readteljem Harlinom o filmu  Arhivirana inačica izvorne stranice od 2. siječnja 2007. (Wayback Machine)
- Egzorcist: Početak na rottentomatoes.com